# Ioan Muraru
Ioan Muraru (n. 2 septembrie 1938, Dolhești, România – d. 22 decembrie 2021) a fost un jurist român, care a îndeplinit demnitatea de judecător la Curtea Constituțională a României (1992-2001).
A deținut funcția de Avocat al Poporului în perioada mai 2001 - mai 2011.

## Biografie
Ioan Muraru s-a născut la data de 2 septembrie 1938, în comuna Dolhești (județul Suceava). După absolvirea Liceului de băieți din Fălticeni (1955), a urmat cursurile Facultății de Drept a Universității București (1955-1959). Ulterior a absolvit și cursuri postuniversitare de limbi străine la Universitatea din București (1975). În anul 1972, a obținut titlul științific de doctor în drept al Universității "Babeș-Bolyai" din Cluj-Napoca.
După absolvirea Facultății, a lucrat o scurtă perioadă ca procuror stagiar (1959-1960). Apoi, în anul 1960, a fost angajat în învățământul superior la Facultatea de Drept a Universității din București, unde a urcat pe rând treptele ierarhiei didactice: preparator, asistent, lector, conferențiar și, din anul 1991, profesor universitar de drept constituțional și instituții politice. Între anii 1992-1994, a fost șeful Catedrei de Drept public. În prezent, este și conducător științific de doctorat la Facultatea de Drept - Universitatea din București.
După Revoluția din decembrie 1989, prof. dr. Ioan Muraru a îndeplinit funcțiile de membru în Comisia de redactare a legii electorale din 1990; membru în Comisia parlamentară pentru redactarea proiectului Constituției României (1990-1991); membru în Comitetul Director al Institutului Român pentru Drepturile Omului; membru al Senatului Universității din București.
În anul 1992 a fost numit, de către Camera Deputaților, în demnitatea de judecător la Curtea Constituțională a României, pentru un mandat de 9 ani. De asemenea, în perioada 1995-1998, a îndeplinit funcția de președinte al Curții Constituționale. Mandatul său de judecător a expirat în anul 2001.
După expirarea mandatului de judecător la Curtea Constituțională, prin Decretul nr. 668 din 17 august 2001 al Președintelui României, Florin Bucur Vasilescu a fost acreditat în calitatea de ambasador extraordinar și plenipotențiar al României în Republica Tunisiană. A fost rechemat în țară în anul 2006 și pensionat.
În anul 2000, a fost decorat de către președintele României, Emil Constantinescu, cu Ordinul Național „Pentru Merit” în grad de Mare Cruce.
La data de 4 octombrie 2001, Ion Muraru a fost ales de către Senatul României în funcția de Avocat al Poporului, fiind reales de către Parlamentul României la 10 mai 2006, pentru un mandat de cinci ani.
Prof. univ. dr. Ioan Muraru a predat ca profesor de drept constituțional și instituții politice la Facultatea de Drept a Universității București. A fost căsătorit și a avut doi copii.

## Lucrări publicate și distincții obținute
Ioan Muraru este autor de manuale, cursuri și monografii și a peste 100 de studii de Drept constituțional, dintre care menționăm următoarele:
- Constituția României – comentată și adnotată (Regia autonomă „Monitorul Oficial”, București, 1992) - în colaborare cu Mihai Constantinescu, Antonie Iorgovan, Florin Bucur Vasilescu, Ioan Deleanu și Ioan Vida;
- Dreptul parlamentar românesc (1994, reeditată în 1995 și 2005) - în colaborare cu Mihai Constantinescu;
- Drept constituțional și instituții politice, 2 vol. (2003, reeditat în 2006) - în colaborare cu Elena Simina Tănăsescu;
- Liber Amicorum - Despre constituție și constituționalism (Ed. Hamangia, 2006).

El a participat la numeroase simpozioane, colocvii și sesiuni științifice organizate în țară și peste hotare, pe teme de Drept constituțional. El a organizat un Centru de Drept Constituțional și Instituții Politice, al cărui director este, pe lângă Facultatea de Drept a Universității din București, care colaborează pe linie științifică cu centrul similar de la Universitatea Paris I- Sorbona.
Pentru activitatea sa științifică, prof. dr. Ioan Muraru a obținut următoarele distincții:
- Titlul de conferențiar universitar evidențiat (19 iunie 1984);
- Diploma de merit pentru importanta contribuție la edificarea statului de drept din România, conferită de Uniunea juriștilor democrați din România și revista "Palatul de Justiție" (1992);
- Premiul "Mircea Manolescu" pe anul 1994;
- Diploma de onoare și medalia Justiției Române (1995);
- Medalla del Tribunal Constitucional Madrid (15 martie 1996);
- Orden al merito en la funcion judicial Republica Venezuela, Consejo de la judicatura, Caracas, 26 de Marzo de 1996;
- Premiul "Istrate Micescu", acordat de Uniunea Juriștilor din România (anul 2000);
- Ordinul Național „Pentru Merit” în grad de Mare Cruce, acordat prin decret al Președintelui României (2000).